# Sommargrav
Sommargrav var en typ av samisk gravsättning, där människor som avlidit till fjälls under barmarkstid begravdes tillfälligt tills de kunde transporteras vintertid till kyrkogårdar. Begravningen förekom ofta på holmar, vid rösen eller hällar.

## Tradition
Sommargravar omnämns i domstolsprotokoll så tidigt som 1719. I domstolsprotokoll från 1871 postuleras att avlidna barn genast bör föras till kyrkogårdar, men att vuxna, om distansen är längre än åtta till tio mil, över vintern kan begravas i naturen i kista eller släde som skydd mot rovdjur. Efter kristnandet utfärdades bestraffningar för okyrkliga begravningar.
Enligt samisk tro var "dödfolk" sådana avlidna som inte fått en kristlig begravning och som kunde gå igen. Barn som inte blivit begravda i vigd jord kallades "äpärä" och i närheten av sådana gravar sades det höras klagan och att barnen bad om mullkastning så de fick ro. Gravarna placerades ofta på holmar för att undvika att den döde spökade; vattnet skulle då förhindra att den döde kunde ta sig till land. På "Antinpäivä", alltså första söndagen i advent, brukade kistorna grävas upp och fraktas med ren eller häst till Gällivare för jordsättning. Enligt traditionen fick bara en kista föras på varje fordon och bakom varje häst.

## Praktik
Sommargravar anlades i närheten av platsen när personen dog. Om inte en holme fanns i närheten, valdes uddar eller grusbankar. Liket placerades i en ackja eller en kista, som kunde vara tillverkad av urholkade stockar eller näverhöljen, hopsydda med sentråd. Om graven förlades till en klippskreva, täcktes öppningen över med sten och torv. Ifall en person avlidit i en kåta, flyttades kåtan av rädsla för gengångare (så kallade "jamiki"). Enligt biskop Olof Bergqvist var kistorna för vuxna ofta enkla och svarta, medan barnens kistor var vita. Om samerna var læstadianer förekom inga blommor.
Gravar på holmar och i marken var ofta så grunda, att kanten var i höjd med kistlocket. Kistan omsveptes med ris för att förebygga att den frös fast i jorden. Ovanpå kistan lades ett lager näver som skydd mot väta. Om gravsättningen skett i en ackja i stället för i en kista, lades en kåtaduk över ackjan. Under kristen tid restes ibland kors för att markera graven. Korsen tillverkades av en slana eller en vandringsstav och kunde ha text på samiska eller finska.

## Kända sommargravar
En av de mest kända så kallade "dödholmarna", där flera sommargravar fanns, är Jameksuolo i Rautasjaure i Kiruna kommun. Ön finns till och med avbildad på vykort från 1900-talet.
En annan dödholme i Torne lappmark är Kuolemasaari i Kilijärvi vid Kummajoki, ett biflöde till Muonioälven. Emil Melander beskrev platsen 1914 och förklarade att den döde inför färden dit utrustades med en bibel eller postilla och fraktades i en pulka. Pulkan täcktes med näver och vide och roddes ut till ön för att nedsänkas i jorden. Pulkan skulle alltså fungera som både fordon och kista. Melander beskrev att det på platsen fanns "grovt tillyxade bräder med tunga stenar över" som täckt en dåmera tom grav. Jordfästningen hade skett så den avlidne hade huvudet åt väster under en dvärgbjörk. I en björkgren hängde en vagga som hade tillverkats för ett avlidet spädbarn. När sjön isbelades hämtades liken bort med rendragen pulka och det som använts vid den förra jordfästningen lämnades kvar.
Holmen Haltesuolo i Soutujärvi i Gällivare kommun användes som sommarbegravningsplats sedan 1740-talet och i adventstid fraktades liken till Gällivare gamla kyrka. På holmen Sihaansaari i Vettasjärvi i Gällivare kommun har sommar- och nödgravar hittats.
Sommargravar märks som avlånga försänkningar i marken. Spår efter sådana finns bland annat Padjelanta i Jokkmokks kommun.